# Schmiedekiebitz

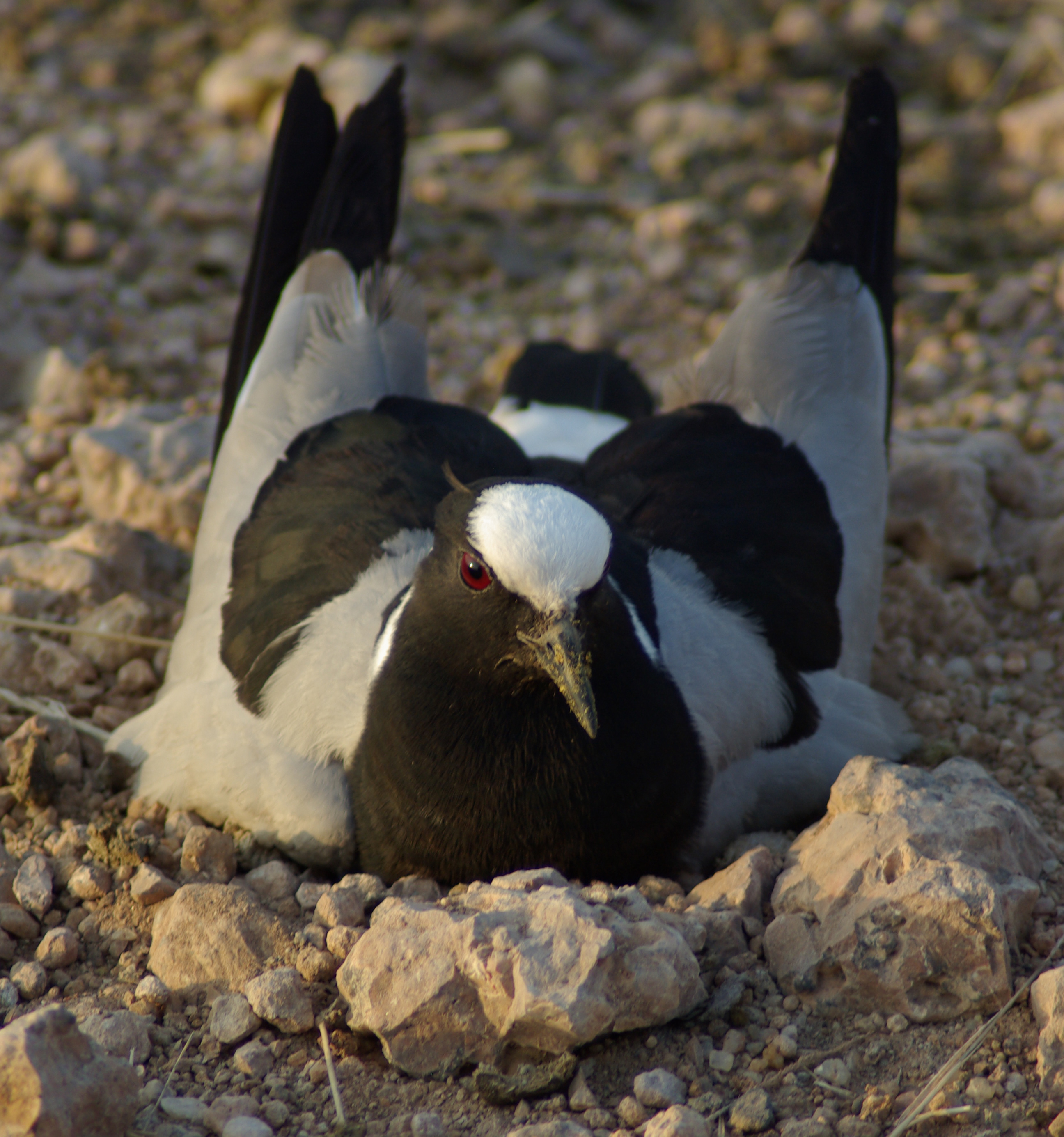
Brütender Schmiedekiebitz

Der Schmiedekiebitz (Vanellus armatus) auch Waffenkiebitz ist eine afrikanische Vogelart aus der Familie der Regenpfeifer (Charadriidae). Es werden keine Unterarten unterschieden.

## Erscheinungsbild
Der Schmiedekiebitz ist aufgrund seiner auffallenden schwarz-weiß-grauen Kennzeichnung einfach zu identifizieren. Er erreicht ausgewachsen eine Körperlänge von 31 Zentimetern.
Das Erscheinungsbild der männlichen und weiblichen Vögel ist gleich. Jungvögel haben braune statt schwarze Federn sowie einen braunen Kopf. Schmiedekiebitze sind sehr stimmfreudig und haben einen lauten Alarmruf.

## Verbreitung
Das Verbreitungsgebiet des Schmiedekiebitz ist das südliche Afrika (Namibia, Südafrika, Botswana, Simbabwe, Mosambik bis nach Tansania und Kenia). Im 20. Jahrhundert vergrößerte sich sein Lebensraum durch den Bau von Dämmen für die Landwirtschaft. Sowohl in Tansania als auch Südafrika haben dadurch die Bestände zugenommen. Der Bestand wird auf 100.000 bis 1.000.000 Individuen geschätzt und wird von der IUCN als ungefährdet (Least concern) eingeschätzt. Schmiedekiebitze sind sowohl Standvögel als auch Kurzstreckenzieher und wandern teilweise nomadisierend, wodurch sie in der Lage waren, neu entstandene Lebensräume rasch zu besiedeln. 
Außerhalb der Brutzeit tritt er oft in Schwärmen auf.
Der Schmiedekiebitz ist in Feuchtgebieten jeglicher Größe sowie angrenzendem Grasland und Feldern zu finden. Sie meiden lediglich bergige Regionen. Schmiedekiebitze haben sich auch menschlichen Siedlungsraum erschlossen und kommen auch in Städten vor, wo sie beispielsweise auf Golfplätzen und Grünflächen beobachtet werden können.

## Fortpflanzung
Der Schmiedekiebitz brütet im Frühling. Die Jungvögel trennen sich langsam von den Eltern und kehren auch nicht in das Gebiet der Eltern zurück.

## Belege

### Einzelbelege
1. ↑   Delany et al., S. 139
2. ↑   Delany et al., S. 138